# Teucholabis gudalurensis
Teucholabis gudalurensis är en tvåvingeart som beskrevs av Alexander 1950. Teucholabis gudalurensis ingår i släktet Teucholabis och familjen småharkrankar. Inga underarter finns listade i Catalogue of Life.